# Gate-Control-Theory
Die Kontrollschrankentheorie oder englisch Gate Control Theory ist eine 1965 von Ronald Melzack und Patrick David Wall entwickelte Schmerztheorie, die eine Synthese der älteren Intensitätstheorie (Summationstheorie) und Spezifizitätstheorie des Schmerzes darstellte und in der Schmerzforschung umwälzend wirkte. Später wurde sie in einigen – zum Beispiel anatomischen – Details korrigiert.
Die Theorie akzeptierte die Existenz von Schmerzrezeptoren (Nozizeptoren) und postulierte, dass die von ihnen ausgehenden dünnen C-Fasern im Rückenmark mit den dickeren A-Fasern verschaltet sind an als Tor (englisch gate) wirkenden Zellen (die sie in der Substantia gelatinosa des Hinterhorns des Rückenmarks verorteten), die wiederum Schaltzellen (Transmissionszellen nach Melzack, Wall) im Rückenmark steuern, die das Signal zum Gehirn weiterleiten. Die A- und C-Fasern haben außerdem Synapsen mit den Transmissionszellen. Die A-Fasern wirken hemmend auf die Tor-Zellen, während die C-Fasern anregend wirken. Außerdem kann das Tor von absteigenden Fasern beeinflusst werden. Sie konnten damit erklären, dass Schmerz (weitergegeben über die C-Fasern) durch intensive Sinneseindrücke (A-Fasern) unterdrückt werden konnte und außerdem durch Signale aus dem Gehirn (absteigende Fasern). Bei genügend starker Intensität des Schmerz-Stimulus wird die Hemmung am Tor überwunden. Die ursprüngliche Theorie ist später korrigiert worden, da das Modell Fehler und zu starke Vereinfachungen enthielt.
Nach der modernen Version der Theorie werden äußere und innere Schmerzreize von Schmerzrezeptoren (Nozizeptoren) in Haut, Muskeln, Gelenken und inneren Organen aufgenommen. Diese werden im Hinterhorn des Rückenmarks (Rexed-Zonen I, II und V) auf das zweite Neuron der Schmerzbahn verschaltet. Da hierbei viele Neurone aus der Peripherie auf ein einziges Neuron konvergieren, spricht man von einem wide dynamic range-Neuron (WDR-Neuron). Diese Verschaltung unterliegt einer sehr starken Modulation durch andere Neurone:
- Aβ-Fasern von sensorischen Afferenzen aus der Peripherie unterdrücken die Weiterleitung. Zu Grunde liegt eine Modulation über Glutamat und metabotrope Glutamat-Rezeptoren.
- Absteigende (deszendierende) Bahnen aus der Raphe und dem periaquäduktalen Grau der Formatio reticularis hemmen mit dem Transmitter Serotonin die Übertragung auf das WDR-Neuron, oder sie innervieren ein
- hemmendes Interneuron innerhalb der grauen Substanz des Rückenmarks. Dieses schüttet dann endogene Opioidpeptide (Endorphine, Enkephaline, Dynorphine) aus und hemmt über µ-Rezeptoren die Signalweiterleitung auf das WDR-Neuron.

Dem zentralen Wirkmechanismus der in der Klinik sehr häufig eingesetzten Opioid-Analgetika (Morphin, Fentanyl, Buprenorphin, Codein u. v. m.) liegt die Gate-Control-Theorie zugrunde.
Bereits 1965 konnten Melzak und Wall zeigen, dass die Weiterleitung der Schmerzimpulse im Rückenmark sowohl von peripheren als auch von absteigenden Bahnen aus dem Gehirn gehemmt werden können. Der Organismus verfügt somit über ein körpereigenes Schmerzhemmsystem, das individuell und situationsabhängig mehr oder weniger stark aktiv ist. In ihrer Gate-Control-Theorie verdeutlichten sie damit den Einfluss des Gehirns auf die periphere Schmerzwahrnehmung. So kommt es beispielsweise bei sehr starker emotionaler Erregung oder bei großen Verletzungen (z. B. bei einem Autounfall) dazu, dass die betroffene Person über den Gate-Control-Mechanismus die Schmerzen zunächst nicht wahrnimmt und ausblendet. Auch die analgetische Wirkung von Akupunktur, Hypnose, Autosuggestion, Placebos usw. kann durch diese Theorie erklärt werden.
Ein wichtiger Aspekt der Theorie ist, dass sich damit erklären lässt, warum Patienten nach gleichen Eingriffen sehr unterschiedliche Schmerzintensitäten angeben. Zeigen lässt sich die Gate-Control-Theorie auch im Alltag. Liegt ein Schmerz im Körperinneren vor, kann dieser überdeckt werden durch einen von außen ausgeübten Druckschmerz auf eine nahegelegene Hautoberfläche. Bei (knochenbruchbedingten) Armschmerzen beispielsweise durch einen Druckreiz auf den Arm, bei Bauchschmerzen durch Druck auf die Bauchdecke.
Die Gate Control Theory führte zu Therapieansätzen und Versuchen über die Anregung peripherer Nerven mit eingepflanzten Elektroden (Wall, Sweet 1967) und Rückenmarkstimulation (SCS, spinal cord stimulation, Shealy u. a. 1967). Diese Anwendungen brachten, nach zunächst skeptischer Aufnahme, den eigentlichen Durchbruch der Theorie.